# كارل إيبرت (ممثل مسرحي)
كارل إيبرت (بالألمانية: Carl Ebert)‏ (و. 1887 – 1980 م) هو ممثل مسرحي، وممثل أفلام، ومخرج مسرحي ألماني، ولد في برلين، توفي في سانتا مونيكا، كاليفورنيا، عن عمر يناهز 93 عاماً.

## التعليم
تعلم في أكاديمية إرنست بوسخ للفنون الدرامية ‏
.

## جوائز
حصل على جوائز منها:
- ميدالية  إرنست رويتر  [لغات أخرى]‏ (1957)
- وسام صليب القائد من رتبة استحقاق من جمهورية ألمانيا الاتحادية

## وصلات خارجية
- كارل إيبرت على موقع IMDb (الإنجليزية)
- كارل إيبرت على موقع الموسوعة البريطانية (الإنجليزية)
- كارل إيبرت على موقع مونزينجر (الألمانية)
- كارل إيبرت على موقع ألو سيني (الفرنسية)
- كارل إيبرت على موقع قاعدة بيانات الأفلام السويدية (السويدية)
- كارل إيبرت على موقع قاعدة بيانات الفيلم (الإنجليزية)

- كارل إيبرت في قاعدة بيانات الأفلام على الإنترنت